# カスティリオーネ・デイ・ペーポリ
カスティリオーネ・デイ・ペーポリ（伊: Castiglione dei Pepoli）は、イタリア共和国エミリア＝ロマーニャ州ボローニャ県にある、人口約5,400人の基礎自治体（コムーネ）。

## 地理

### 位置・広がり

#### 隣接コムーネ
隣接するコムーネは以下の通り。括弧内のFIはフィレンツェ県、POはプラート県所属を示す。
- バルベリーノ・ディ・ムジェッロ (FI)
- カムニャーノ
- フィレンツオーラ (FI)
- グリッツァーナ・モランディ
- サン・ベネデット・ヴァル・ディ・サンブロ
- ヴェルニオ (PO)

### 気候分類・地震分類
カスティリオーネ・デイ・ペーポリにおけるイタリアの気候分類 (it) および度日は、zona E, 2876 GGである。
また、イタリアの地震リスク階級 (it) では、zona 3 (sismicità bassa) に分類される。

## 行政

### 分離集落
カスティリオーネ・デイ・ペーポリには、以下の分離集落（フラツィオーネ）がある。
- Baragazza, Creda, Lagàro, Rasora, San Giacomo, Sparvo

## 姉妹都市
- ノジャン＝シュル＝マルヌ、フランス 2011年